# Drubbel (Münster)

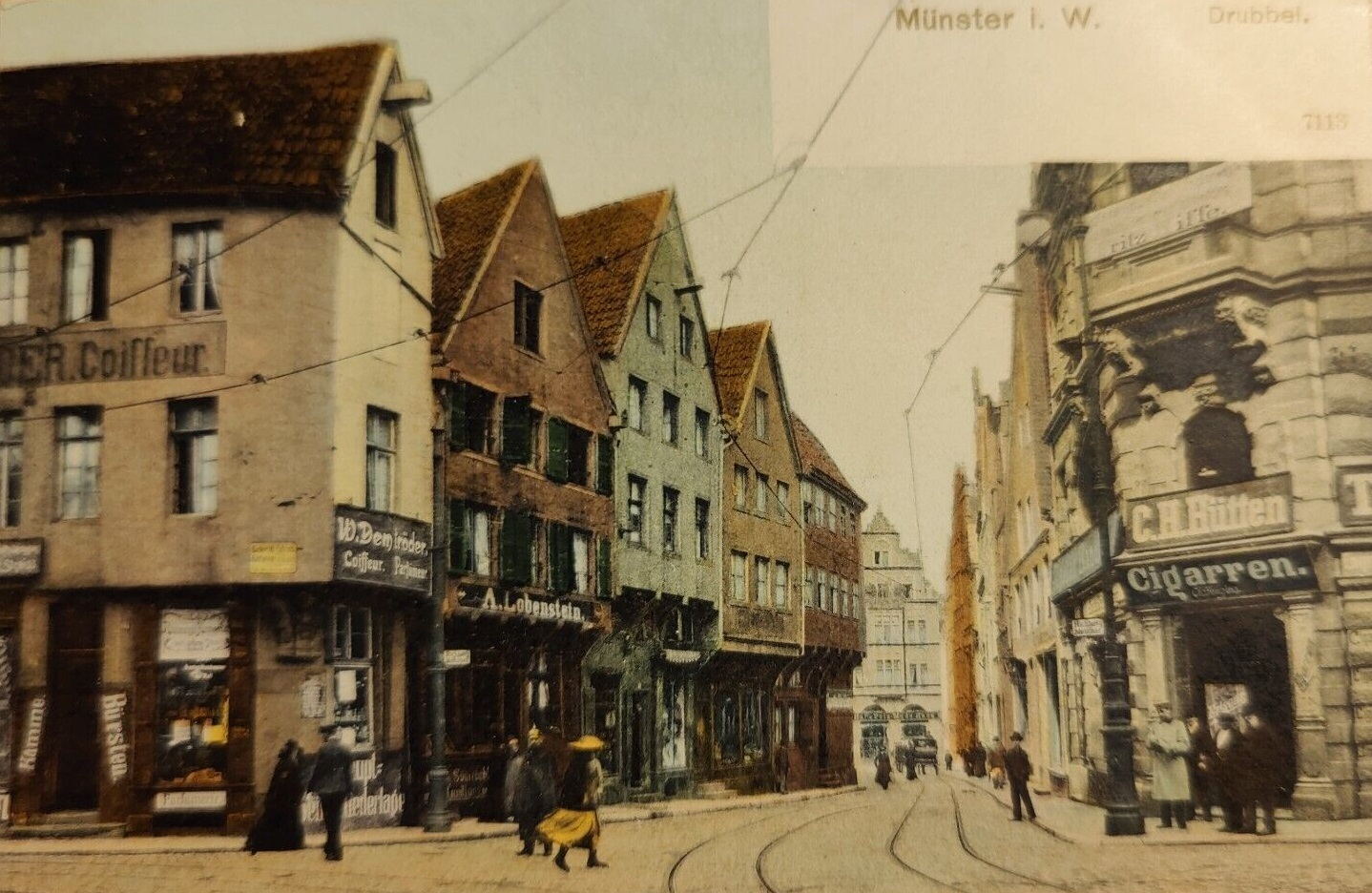
Der Drubbel in Münster in einer colorierten Postkarte

Der Drubbel in der westfälischen Stadt Münster war eine Ansammlung von zehn Wohn- und Geschäftshäusern. 

## Geschichte
Als Besonderheit standen sie in direktem Anschluss nordwestlich an die Lambertikirche inmitten der Straße des Roggenmarktes, dessen Bebauung Mitte des 10. Jahrhunderts stattfand.
Bis ins Jahr 1712 befand sich im Drubbel die bischöfliche Münze. Abgebrochen wurden die Gebäude in den Jahren 1906/07 aufgrund eines Brands. An die Gebäudesammlung erinnert noch die Straßenbezeichnung sowie eine im Pflaster eingelassene Markierung. Im Sommer und Herbst 2002 fand eine archäologische Ausgrabung am Ort statt.